# Isosaari (ö i Finland, Päijänne-Tavastland, Lahtis, lat 61,05, long 25,61)
Isosaari är en ö i Finland. Den ligger i sjön Vesijärvi och i kommunen Hollola i den ekonomiska regionen  Lahtis ekonomiska region  och landskapet Päijänne-Tavastland, i den södra delen av landet, 100 km norr om huvudstaden Helsingfors. Öns area är 1,23 kvadratkilometer och dess största längd är 2,1 kilometer i nord-sydlig riktning.